# لوئیس آکاستا مرو
لوئیس آکاستا مرو (اسپانیایی: Luis Acosta Moro‎; زادهٔ ۹ آوریل ۱۹۴۱ - درگذشت ۲۸ مه ۲۰۱۴) نویسنده، تصویرگر، کاریکاتوریست، عکاس، کارگردان و تهیه‌کننده اسپانیایی بود.
او با مجلات و نشریه‌های بسیاری مانند Bruguera و Juventud همکاری کرد.